# Ľudmila Milanová
Ľudmila Milanová (* 22. března 1967 Kežmarok) je bývalá slovenská lyžařka, sjezdařka.

## Lyžařská kariéra
Na XV. ZOH v Calgary 1988 reprezentovala Československo v alpském lyžování. Ve sjezdu skončila na 24. místě, v super-G na 29. místě a obří slalom, slalom a kombinaci nedokončila. Na XVI. ZOH v Albertville 1992 skončila ve sjezdu na 24. místě, v super-G na 34. místě, ve slalomu na 24. místě, v kombinaci na 15. místě a obří slalom nedokončila.